# Canis lupus nubilus
El lobo de las grandes llanuras (Canis lupus nubilus), también conocido como lobo de Buffalo, es la subespecie más común de lobo gris que habita en Estados Unidos. Antiguamente extendido por gran parte de su territorio, en la actualidad está presente en la región occidental de los Grandes Lagos en Estados Unidos y Canadá.

## Descripción
De tamaño medio, en edad adulta tienen un peso oscilante entre los 30 y los 50 kilogramos y una longitud incluida la cola superior a los 2 metros. Se alimenta principalmente de venados de cola blanca, alces, castores o liebres, presentando igualmente comportamientos oportunistas en ocasiones  al alimentarse de carroña o pequeños mamíferos y aves. De carácter social suele  formar manadas de 5 o 6 lobos adultos. 
El lobo de las grandes llanuras habitó la casi totalidad de los Estados Unidos y la zona sureña de Canadá, siendo extinguido por completo hacia la década de 1930 del oeste americano. En Wisconsin y Míchigan fue erradicada a mediados de 1960. Sólo un pequeño grupo de lobos sobrevivieron en el noreste de Minnesota a lo largo de la frontera con Ontario. En 1974 en la región de los Grandes Lagos se consideró especie en peligro de extinción y se adoptaron medidas para protegerlo. En 1978, la población de Minnesota había aumentado lo suficiente como para reclasificarlo como amenaza para el ganado. En la actualidad en algunas zonas sigue clasificado como especie en peligro de extinción, debatiéndose si se mantiene en tal condición o por el contrario pasa a ser considerada como no amenazada.
En el censo realizado en los Estados Unidos en 2004 se consideraba una población aproximada de 3700 ejemplares, de los cuales más de 3000 estarían presentes en Minnesota. Míchigan o Wisconsin tendrían sendas poblaciones en torno a los 400 ejemplares mientras que en los límites del parque nacional Isle Royale podría existir una pequeña población constituida por unos 30 animales.